# Gerhard Conrad (Offizier)
Gerhard Conrad  (* 21. April 1895 in Pregelmühle; † 28. Mai 1982 in  Ruhpolding) war ein deutscher Generalleutnant der Luftwaffe im Zweiten Weltkrieg.

## Leben
Conrad trat kurz nach Ausbruch des Ersten Weltkriegs als Kriegsfreiwilliger am 10. August 1914 in das Anhaltische Infanterie-Regiment Nr. 93 ein, wo er am 7. Dezember 1914 zum Fähnrich ernannt wurde. Am 29. Januar 1915 folgte seine Beförderung zum Leutnant und als solcher kam er zunächst als Zug- und dann als Kompanieführer an der Front zum Einsatz. Conrad wurde dann am 5. September 1916 Bataillonsadjutant und verblieb in diese Stellung bis zu einer Verwundung am 18. März 1918. Nach Lazarettaufenthalt und Gesundung kam er am 8. April 1918 kurzzeitig in den Regimentsstab und wurde dann dem Ersatz-Bataillon seines Stammregiments zugewiesen. Ab 11. Juni 1918 befand Conrad sich dann wieder an der Front. Nach einem Monat folgte seine Ernennung zum Regimentsadjutant und Conrad sollte diese Position über das Kriegsende hinaus bis zur Demobilisierung der Einheit in der Heimat innehaben. Für seine Tätigkeiten während des Krieges hatten er neben beiden Klassen des Eisernen Kreuzes das Ritterkreuz des Königlichen Hausordens von Hohenzollern mit Schwertern, das Verwundetenabzeichen in Silber, das Ritterkreuz II. Klasse des Hausordens Albrechts des Bären mit Schwertern sowie das Friedrich-Kreuz erhalten.
Ab Mitte Dezember 1918 betätigte sich Conrad im Freikorps von Pavel, das zu Grenzsicherungsaufgaben in Schlesien herangezogen wurde. Conrad wurde dann in die Reichswehr übernommen und zunächst als Zugführer im Reichswehr-Schützen-Regiment 92 sowie im Infanterie-Regiment 15 eingesetzt. In selber Funktion war er vom 22. Oktober 1920 bis 28. Februar 1924 im 5. (Preußisches) Infanterie-Regiment und anschließend bis 31. August 1926 im 6. Infanterie-Regiment verwendet. Zwischenzeitlich hatte man ihn am 1. April 1925 zum Oberleutnant befördert. Als solcher wurde er ab 1. September 1926 an das Reichswehrministerium in Berlin kommandiert und Conrad absolvierte ab diesem Zeitpunkt ein Studium an der TH Berlin. Am 1. Februar 1930 war er Hauptmann geworden und nach seinem Abschluss kam Conrad am 1. April 1930 als Abteilungsleiter in das Heeres-Waffenamt, wo er bis zum 31. März 1933 verbleiben sollte. Conrad wurde dann für eineinhalb Jahre als Kompaniechef in das 11. (Sächsisches) Infanterie-Regiment versetzt.
Am 1. Januar 1935 trat Conrad zur Luftwaffe über, wurde zunächst an die Fliegerschule in Faßberg beordert und am 1. März 1935 zum Major befördert. Am 1. April 1936 übernahm er das Amt des Staffelkapitäns in der 7. Staffel des Kampfgeschwaders 152, des späteren Kampfgeschwaders 1. Nach der Beförderung zum Oberstleutnant am 1. März 1937 übernahm er am 1. April die I. Gruppe des Kampfgeschwaders 157 (des späteren Kampfgeschwader 27 „Boelcke“) als Gruppenkommandeur. Nach seiner Beförderung am 1. September 1939 zum Oberst übernahm er als Kommodore das Kampfgeschwader z. b. V. 2, ein Transportgeschwader mit Junkers Ju 52 Flugzeugen. Mit diesem nahm er im Mai 1940 am Westfeldzug in Holland als Luftlandegeschwader teil und wurde am 24. Mai 1940 mit dem Ritterkreuz des Eisernen Kreuzes ausgezeichnet.
Seit dem 15. Juni 1940 Geschwaderkommodore des Kampfgeschwaders 27 „Boelcke“, wurde er am 21. Dezember 1940 Fliegerführer des XI. Fliegerkorps, das mit seinen 493 Ju 52 und einhundert Lastenseglern  im Mai 1941 um Korinth und in der Luftlandeschlacht um Kreta kämpfte. Am 1. Februar 1943 wurde Conrad Kommandeur der Luftflottentruppen der Luftflotte 4 und als solcher am 1. April 1943 Generalleutnant. Mit ihr versuchte er Ende Dezember 1944 in der Schlacht um Budapest, das von der Roten Armee eingeschlossene „Tor zum Westen“ zu entsetzen. Am 10. März 1945 wurde er zum Wehrersatz-Inspekteur in Leipzig ernannt. Am 20. April 1945 geriet Conrad in US-amerikanische Kriegsgefangenschaft, aus der er am 11. Juli 1947 entlassen wurde.
1935 war Conrad Mitglied des Corps Hercynia München geworden. Das Corps Frankonia Brünn zu Salzburg verlieh ihm 1964 das Band.